# Easedale Beck
Der Easedale Beck ist ein kleiner Fluss im Lake District, Cumbria, England. Der Easedale Beck entsteht nordwestlich von Grasmere aus dem Zusammenfluss von Sour Milk Gill und Far Easedale Gill. Der Easedale Beck mündet nördlich von Grasmere in den River Rothay.